# Stéphane Jasinski
Pour les articles homonymes, voir Jasinski.

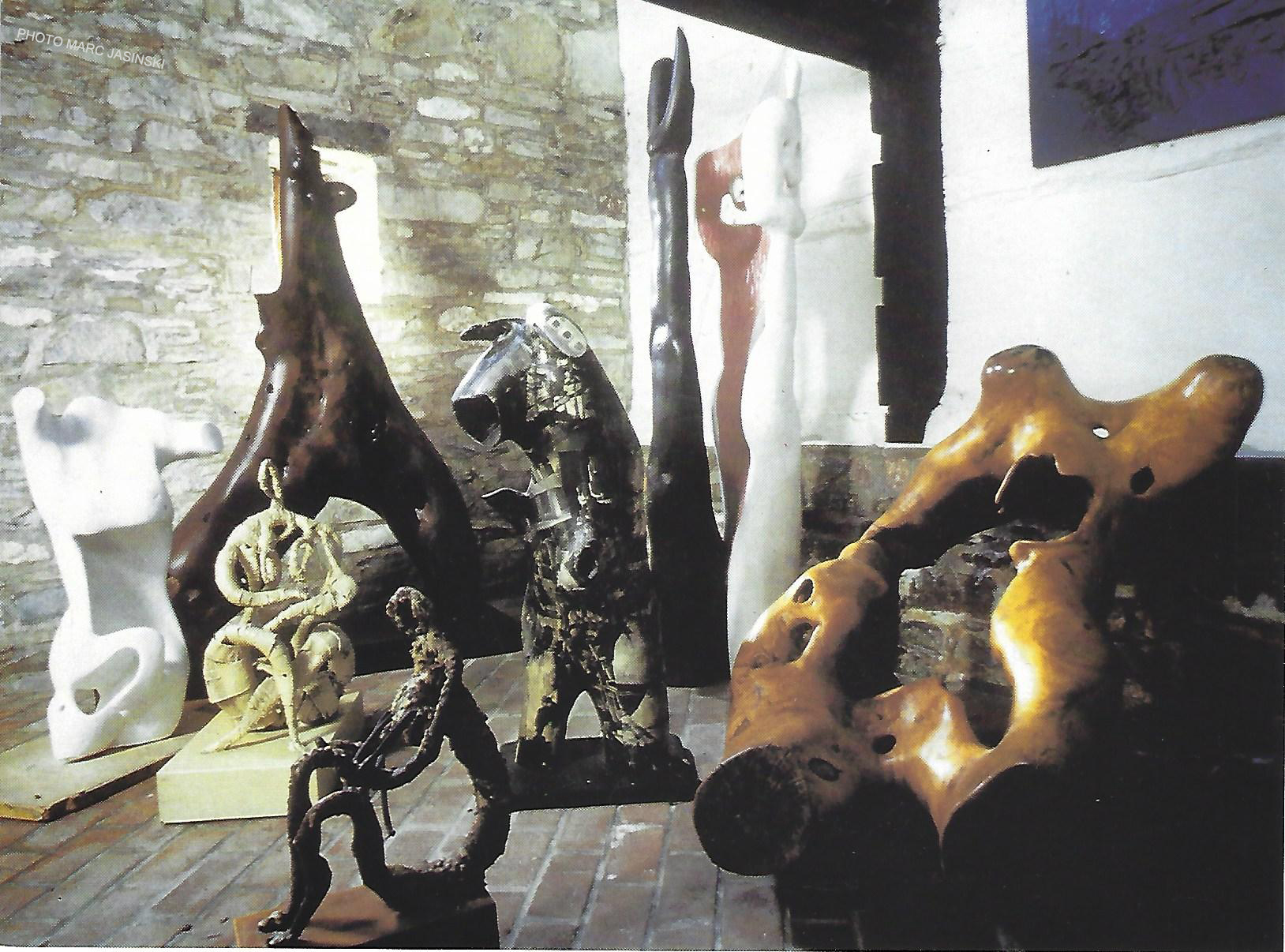
Sculptures

Stéphane Eugène Jasinski (1907-2000) est un décorateur d'intérieur et sculpteur belge.
Frère de l'architecte moderniste Stanislas Jasinski, Stéphane Jasinski est particulièrement prolifique dans la Région bruxelloise. Comme René Pechère, avec lequel il collabore sporadiquement, il est présent sur nombre de chantiers architectoniques durant les années 1950, 60 et 70, à la faveur d'un phénomène appelé « bruxellisation » qui voit se moderniser la vieille ville au détriment de son patrimoine ancien.
Ses réalisations les plus marquantes sont le grand hall et la chapelle de la Tour des Finances (Cité administrative de l'État, 1981). Il y crée un espace ouvert en granit, structuré par des cloisons ajourées en laiton ouvragé et surmonté d'un exceptionnel faux-plafond suspendu de 7 couleurs différentes. Le mobilier du grand hall se compose d'une soixantaine de sièges fixes en wenge et cuir de vachette sur pierre de taille, de consoles en bois lamellé, de tables basses, de tables de réunion en chêne français et d'une exceptionnelle table de conférence modulable en chêne clair enserrant des tablettes fumées en verre trempé.
La chapelle de recueillement est composée des vitraux de Mau Van Doorselaar et du mobilier et des aménagements de Stéphane Jasinski. Elle est, à ce jour, démontée et entreposée par le ministère de la Région bruxelloise dans l'attente d'une réaffectation.
Les aménagements sur mesures de la Tour des Finances et la beauté des matériaux utilisés illustraient un savoir-faire typique des années 1960 acquis par Stéphane Jasinski, associant les conceptions d'art plastique, d'artisanat et de monumentalité, conceptions devenues obsolètes dans l'architecture contemporaine.

## Œuvre
Jasinski étudie la décoration à l'Académie des Beaux-Arts de Bruxelles. À Paris, il exerce son premier emploi au sein de la firme Thonet, éditrice de mobilier moderniste, qui lui demande de distribuer la marque auprès des architectes en Belgique. En 1934, il crée la SIDAM (Société Industrielle d'Ameublement SA), s'installe comme décorateur d'intérieur à Bruxelles et complète son bureau d'études par un atelier de menuiserie et d'ébénisterie de pointe. En 1935, il devient agent général pour les meubles Aalto et contribue alors, grâce à un vaste réseau de partenaires (Finmar à London, Wohnbedarf à Zurich, Svenska Artek à Stockholm, Stylclair à Paris, GATEPAK à Barcelone, et Kerr & Co à Johannesburg), à leur diffusion rapide dans le monde entier.
Comme beaucoup d'architectes de l'époque, les chantiers de l'Expo 58 lui servent de vitrine.
Les Ateliers Stéphane Jasinski, situés chaussée d'Etterbeek à l'emplacement de l'actuelle Clinique du Parc Léopold, sont repris à la fin des années 1960 par le fabricant de meubles courtraisien De Coene, auquel leur sort sera désormais intimement lié.
Le Bureau d'Etudes Stéphane Jasinski & Associés est alors incontournable sur le marché belge, à l'instar de son illustre confrère Jules Wabbes. Il est actif pour des institutions privées autant que publiques, nationales ou internationales (i.e. multinationales). Sa clientèle se compose de poids lourds comme la Société générale de Belgique, dont il aménage les bureaux de direction et la grande salle du conseil. Il fait un travail remarquable pour la Banque Bruxelles Lambert, qui inaugure son nouveau siège rue de la Régence (architecte Van Meulecom, aujourd'hui tribunal du commerce). Il y conçoit le hall et le sas d'accueil, ainsi que la totalité des aménagements intérieurs dont des faux plafonds à lamelles d'acier intégrant un système d'éclairage novateur à l'époque. On compte également parmi ses clients Axa/Royale belge, la Banque nationale de Belgique pour laquelle il réalise le couloir d'accès du personnel, la Caisse générale d'épargne et de Retraite ou encore la Société générale de Banque.
De grosses multinationales lui doivent des travaux d'aménagement de leur siège en Belgique : IBM (site de La Hulpe, réaffecté en 2006 en complexe hôtelier), Petrofina, Marie Thumas, Kodak, Shell, General Motors, Esso, Zurich Assurances, Berlitz ou encore American Express, entre autres.
On lui fait également confiance pour des aménagements de bâtiments historiques et classés à Bruxelles : cathédrale Sainte-Gudule (sas d'entrée, accès à la crypte) ; Cour des Comptes ; Palais des Comtes de Flandre (greffé au nouveau bâtiment de Van Meulecom, rue de la Régence) ; Hôtel du Premier Ministre ; Hôtel Hankar.
Jasinski est également actif dans les années 1940 sur les chantiers navals de la Compagnie maritime belge, filiale de la Société générale de Belgique (aujourd'hui Tractebel Suez), en compagnie de son ami l'architecte Hugo Van Kuyck, qui dessinera trois paquebots aménagés par Jasinski.

## Valorisation
Les années passant, peu de bâtiments aménagés par Jasinski sont restés dans leur état originel ; beaucoup ont connu des phases de rénovations profondes et ont vu disparaître la totalité de leurs aménagements d'époque, balayés par la nécessité de renouvellement, au regard de la Tour des Finances (détruite), de l'immeuble P&V (première tour de bureaux bruxelloise de l'architecte Van Kuyck, réaménagée dans les années 1990) ou du site IBM de La Hulpe (réaffecté).
En 2007, une première valorisation du travail de Stéphane Jasinski voit le jour avec le classement par le ministère de la Région de Bruxelles-Capitale, du bâtiment de l'Institut royal du Patrimoine artistique (IRPA), situé dans le parc du Cinquantenaire à Bruxelles. La procédure de classement comprend, outre l'édifice de l'architecte Charles Rimanque, les aménagements de la salle du conseil et des bureaux de la direction par Stéphane Jasinski pour la firme De Coene.